# 忌引
忌引（きびき）とは、出勤・出席できる能力や意思があるにもかかわらず、大切な親族が事故や事件、及び病気等で死亡し、その葬儀のためや喪に服すなどの理由で、学校や会社などを休むことである。
出勤や登校をしない状態であっても、一般的な意味での欠勤や欠席の扱いにはならない。学校等の場合では、進級や卒業に必要な出席日数には算入せず、出席しなければならない日数から減算される。
ペットが死亡した場合でも、ペットロスの心理的影響を考慮して忌引扱いを認める企業もある。

## 忌引の日数
忌引となる日数は、各事業所の就業規則などの労働条件や、各学校あるいは教育委員会等で定められている教務規則などによって、それぞれに定められている。一般に、親族が死亡した日あるいはその翌日から起算して下記程度（これに休業日を挟む場合、普通これも連続して数える）であるが、正確な日数は、各事業所・学校等の担当者（勤務管理者や学級担任など）に確認する必要がある。
- 配偶者…10日間
- 血族
  - 父母…7日間
  - 子…5日間
  - 祖父母…3日間
  - 兄弟姉妹…3日間
  - おじ・おば…1日間
  - 孫…1日間
- 姻族
  - 配偶者の父母…3日間
  - 配偶者の祖父母…1日間
  - 配偶者の兄弟姉妹…1日間

また、例えば遠くに住んでいる親族に不幸があり、その葬式に参列する場合、その移動のために1日を要することが考えられる。このようなときの往復の移動に要する日数が忌引となるかどうかについても、定め方はまちまちである。
したがって、実際に親族に不幸があり忌引を申請する場合には、以下の点を留意する必要がある。
- 勤務管理者や学級担任などの担当者に、自分からみてどういう位置にある親族が、いつ亡くなったのかを説明する。
- いつからいつまでが忌引となるのか（忌引の期間）を確認する。
- 移動に時間を要する場合、そのことを説明し、その往復の移動日数も忌引に含むことができるかどうかを確認する。